# Караджа (балка)
Караджа (укр. Караджа, крымскотат. Qara Acı, Къара Аджы) — маловодная балка в Черноморском районе Крыма, на Тарханкутском полуострове. Длина водотока — 9,5 км, площадь водосборного бассейна — 38,1 км².

## География
Балка расположена на крайнем западе Крыма, начинаясь на склонах Тарханкутской возвышенности в окрестностях села Красносельское, притоков не имеет, пролегает почти строго на запад, впадая в озеро Лиман у села Оленевка. Водоохранная зона Карадж установлена в 50 м. Ученые предполагают наличие лиственных лесов в балке ещё в античное время.
На военно-топографических картах балка не подписана, при этом очень наглядно изображена на карте генерал-майора Мухина 1817 года, а на подробной карте РККА 1941 года обозначен временный водоток. Также, как «балка без названия» она записана в справочнике «Поверхностные водные объекты Крыма», название Караджа фигурирует в других гидрологических источниках.